# فتح‌آباد (بروجرد)
فتح‌آباد روستایی است از توابع شهرستان بروجرد در استان لرستان. این روستا در دهستان بردسره در بخش اشترینان این شهرستان قرار دارد.

## جمعیت
بنابر سرشماری مرکز آمار ایران، جمعیت فتح‌آباد در سال ۱۳۸۵ برابر با ۲۹ نفر بوده‌است که از این میان ۱۵ نفر مرد و بقیه زن بوده‌اند. این روستا ۹ خانوار دارد.